# Пагаев, Артур Сардионович
Артур Сардионович Пагаев (род. 28 декабря 1971, Орджоникидзе, Северо-Осетинская АССР) — российский и советский футболист, защитник. Всю свою игровую карьеру (за исключением короткого отрезка времени в 2005 году) провёл в одном клубе — «Алания» Владикавказ (ранее «Спартак» Владикавказ).
После сезона 2007 года завершил свою игровую карьеру и приступил к тренерской деятельности. Первым местом работы Пагаева в его новом качестве стал клуб «Анжи» (Махачкала), который на тот момент выступал в первом дивизионе России, где он проработал до марта 2010 года.
Является рекордсменом «Алании» по количеству проведённых игр за клуб в высшей лиге чемпионата России — 289.
В 1998 году сыграл 2 матча за сборную России. Также в 1997 году сыграл за сборную России в неофициальном матче — Россия — ФИФА (0:2). В 1999 году числился кандидатом на попадание в состав на матч против Франции.
13 июля 2008 года состоялся его прощальный матч.

## Достижения
- Чемпион России: 1995

Серебряный призёр чемпионата России (2): 1992, 1996